# Temora Airport
Temora Airport är en flygplats i Australien. Den ligger i kommunen Temora Municipality och delstaten New South Wales, i den sydöstra delen av landet, omkring 350 kilometer väster om delstatshuvudstaden Sydney.
Runt Temora Airport är det mycket glesbefolkat, med 2 invånare per kvadratkilometer.. Närmaste större samhälle är Temora, nära Temora Airport. 
Trakten runt Temora Airport består till största delen av jordbruksmark. Genomsnittlig årsnederbörd är 600 millimeter. Den regnigaste månaden är februari, med i genomsnitt 110 mm nederbörd, och den torraste är oktober, med 19 mm nederbörd.